# Löwenstedter Sandberge
Die Löwenstedter Sandberge sind ein Naturschutzgebiet in der schleswig-holsteinischen Gemeinde Löwenstedt im Kreis Nordfriesland.

## Allgemeines
Das knapp 16 Hektar große Naturschutzgebiet ist unter der Nummer 36 in das Verzeichnis der Naturschutzgebiete des Ministeriums für Landwirtschaft, Umwelt und ländliche Räume eingetragen. Es wurde 1939 ausgewiesen (Datum der Verordnung: 10. Juli 1939.) Zuständige untere Naturschutzbehörde ist der Kreis Nordfriesland. Der Name des zwischen Löwenstedt (dän. Lyngsted≈Heidestätte) und Joldelund gelegenen Heidegebietes ist erstmals 1721 als Sand schriftlich dokumentiert worden. 1807 findet sich erstmals die Umschreibung Sandberge.

## Beschreibung
Das Naturschutzgebiet liegt westlich von Löwenstedt. Es ist größtenteils Bestandteil des gleichnamigen, 21 Hektar großen FFH-Gebietes Löwenstedter Sandberge. Das Schutzgebiet wird von einer offenen Heidelandschaft mit feuchten und trockenen Bereichen und Wacholderbüschen als Rest einer ehemals weiten Heidelandschaft geprägt. Im Osten des Schutzgebietes befinden sich ehemals entwässerte, aber regenerationsfähige Hochmoorbereiche.
Die trockenen Bereiche der Sanderlandschaft werden vielfach von Besenheide eingenommen. Sie war zum Ende der 1970er-Jahre durch Überalterung fast gänzlich verschwunden. Pflegemaßnahmen wie die zeitweise Beweidung mit Heidschnucken sowie Mahd und zu Beginn der 1990er-Jahre auch maschinelles Plaggen führten zu einer Neuausbreitung der Besenheide. Sie wird zur Pflege auch weiterhin mit Moorschnucken beweidet. Die Späte Traubenkirsche breitet sich immer wieder im Naturschutzgebiet aus und muss zurückgedrängt werden.
Durch das Naturschutzgebiet verläuft der ehemalige Bahndamm der Bahnstrecke Bredstedt–Löwenstedt. Über ihn verläuft heute ein Weg. Der Bahndamm und einige ehemalige Sandentnahmestellen sind von Magerrasen mit Tüpfeljohanniskraut, Schafgarbe, Mauerpfeffer, Rundblättrige Glockenblume, Rainfarn und Hasenklee sowie Frühe Haferschmiele und Nelkenschmiele, Kleines Filzkraut, Scharfe Berufkraut, Englisches Fingerkraut und Fingersteinbrech gekennzeichnet. Die Magerrasen sind ein wichtiger Lebensraum insbesondere für Insekten.
Im Süden des Naturschutzgebietes stocken Zitterpappeln, welche in ihrer krüppelwüchsigen Form ebenso wie die Kriechweide Nahrungsquellen für verschiedene Insekten wie Käfer und Schmetterlinge sind. So sind hier u. a. der Pappelblattkäfer und der Kleine Pappelbock und Weberbock zu finden.
Staufeuchte Senken und verlandende Torfstiche werden von Glockenheide sowie Pfeifengras eingenommen, außerdem sind Schwingrasen und Torfmoose zu finden. In einigen Bereichen hat sich auch die Drahtschmiele ausgebreitet, auch Schafschwingel- und Borstgrasrasen sind zu finden. Die Gräser drohen vielfach die Zwergstrauchheiden zu überwuchern, so dass versucht wird, sie durch Beweidung zurückzudrängen. In den moorigen Bereichen wachsen Gagelstrauch und Ohrweide, insbesondere im östlichen Teil stocken auch Birken. Außerdem kommen Schmalblättriges Wollgras, Moosbeere, Schnabelsegge, Bachnelkwurz, Wassernabel, Moorlilie, Kleiner Wasserschlauch und Lungenenzian vor. In einem künstlich angelegten Tümpel im Westen des Naturschutzgebietes hat sich Knöterich-Laichkraut ausgebreitet, im Uferbereich sind Mittlerer und Rundblättriger Sonnentau zu finden.
Neben den genannten Pflanzenarten sind u. a. Rundblättrige Glockenblume, Niedrige Schwarzwurzel, Dreizahn, Harzlabkraut, Hirse- und Pillensegge zu finden. In den Heidebereichen kommen u. a. Keulenbärlapp, Mondraute, Kreuzblume, Arnika, Katzenpfötchen, Geflecktes Knabenkraut, Weiße Waldhyazinthe, Lungenenzian, Salomonssiegel, Englischer und Behaarter Ginster, Sandglöckchen und Teufelsabbiss vor. Auch die Krähenbeere ist hier heimisch. Damit sie nicht von anderen Heidearten und Gräsern überwuchert wird, müssen immer wieder vegetationslose Bereiche geschaffen werden.
Das Naturschutzgebiet ist auch Lebensraum für zahlreiche Tierarten. So sind hier zahlreiche Vogelarten, u. a. Rebhuhn, Bekassine, Ringeltaube, Feldlerche, Fitis, Zilpzalp, Baumpieper, Braunkehlchen, Klappergrasmücke, Zaunkönig, Grünling, Kernbeißer, Goldammer, Neuntöter, verschiedene Limikolen wie Wald- und Bruchwasserläufer, Bekassine, Flussuferläufer und Krickente heimisch. Brandgänse nutzen die Kaninchenbaue als Nistplatz. Auch der Uhu ist hier mittlerweile wieder heimisch. Als Nahrungsgäste sind verschiedene Greifvögel wie Mäusebussard, Turmfalke, Habicht und Sperber, in der Winterzeit auch die Kornweihe zu finden. Auch Sumpfohreulen kommen hier im Winter vor, gelegentlich auch Raubwürger.
Reptilien und Amphibien sind u. a. durch Mooreidechse, Zauneidechse, Blindschleiche, Kreuzotter und Moorfrosch vertreten. Weiterhin ist das Naturschutzgebiet Lebensraum für zahlreiche Schmetterlinge, darunter Brombeerspinner, Grasglucke, Gabelschwanz, Pappelschwärmer, Abendpfauenauge und Kleines Nachtpfauenauge, Libellen wie die Gemeine Binsenjungfer, Becher-Azurjungfer, Braune Mosaikjungfer, der Plattbauch sowie die Schwarze und die Gefleckte Heidelibelle sowie verschiedene Käfer, Heuschrecken und Ameisen.
Nach Süden grenzen bewaldete Flächen an das Naturschutzgebiet an. Ansonsten schließen sich überwiegend landwirtschaftliche Nutzflächen an, im Osten weitere offene Heideflächen des FFH-Gebietes „Löwenstedter Sandberge“. Das Naturschutzgebiet wird vom Landesverband Schleswig-Holstein des Naturschutzbundes Deutschland betreut.

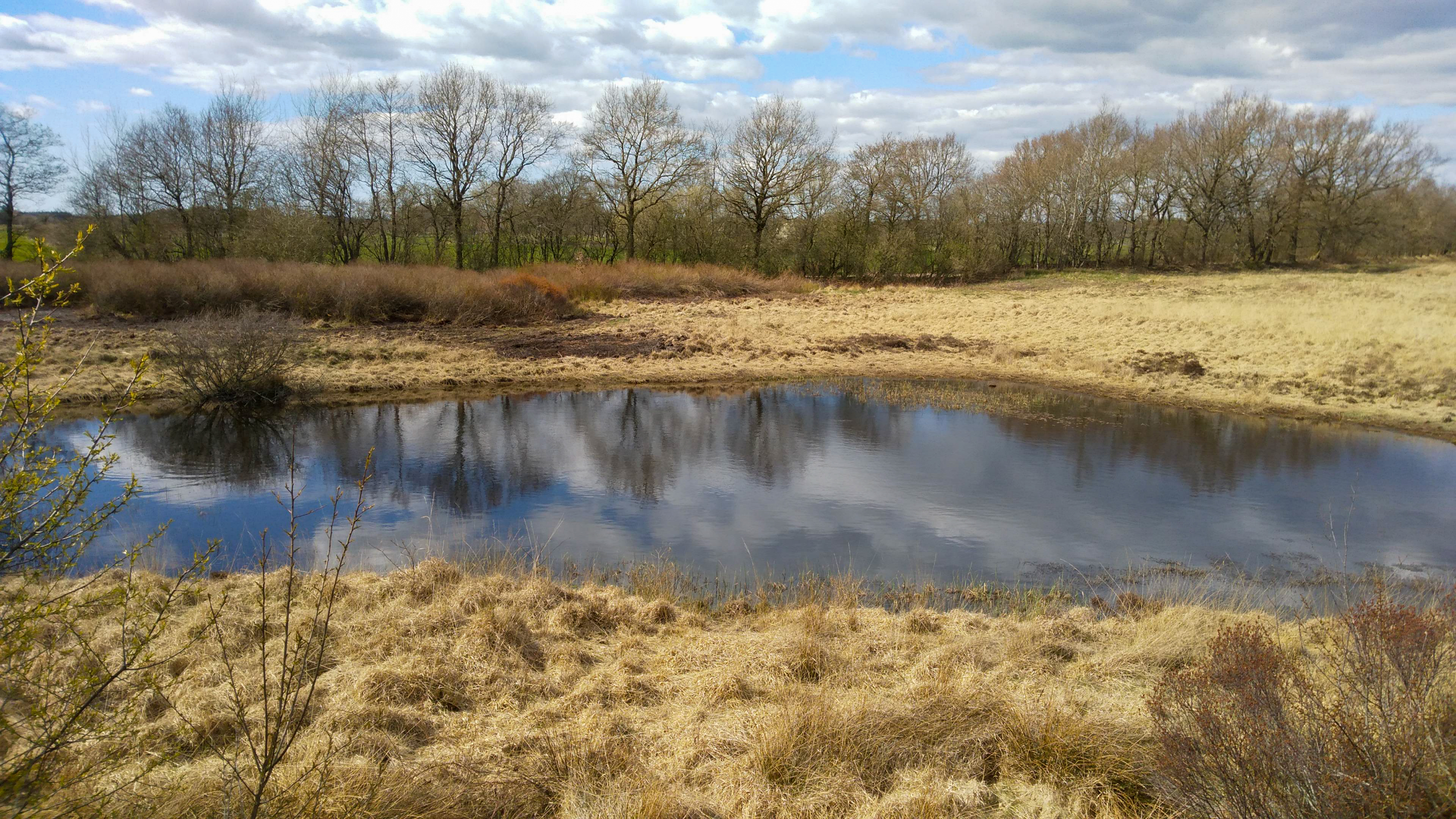
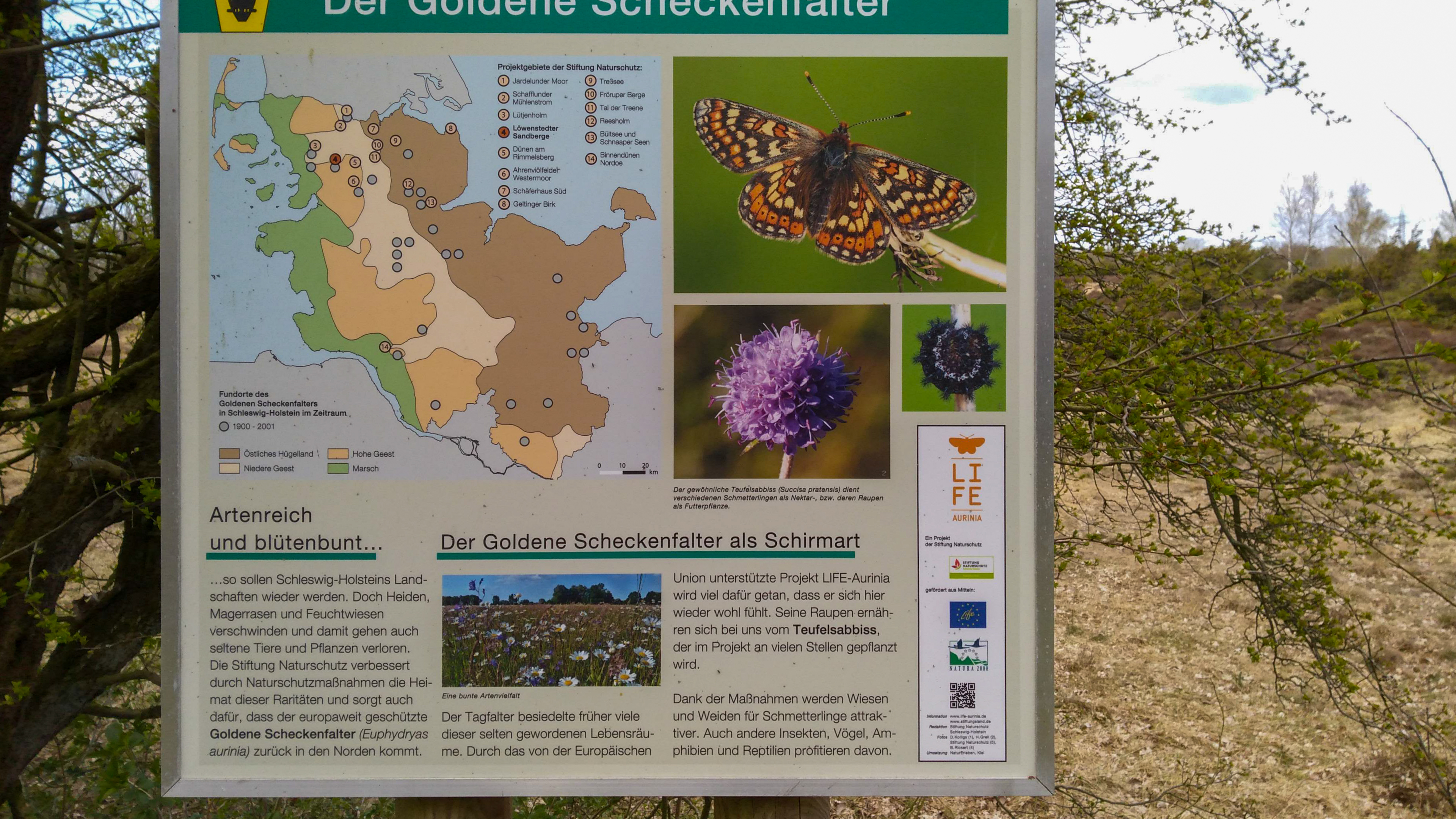
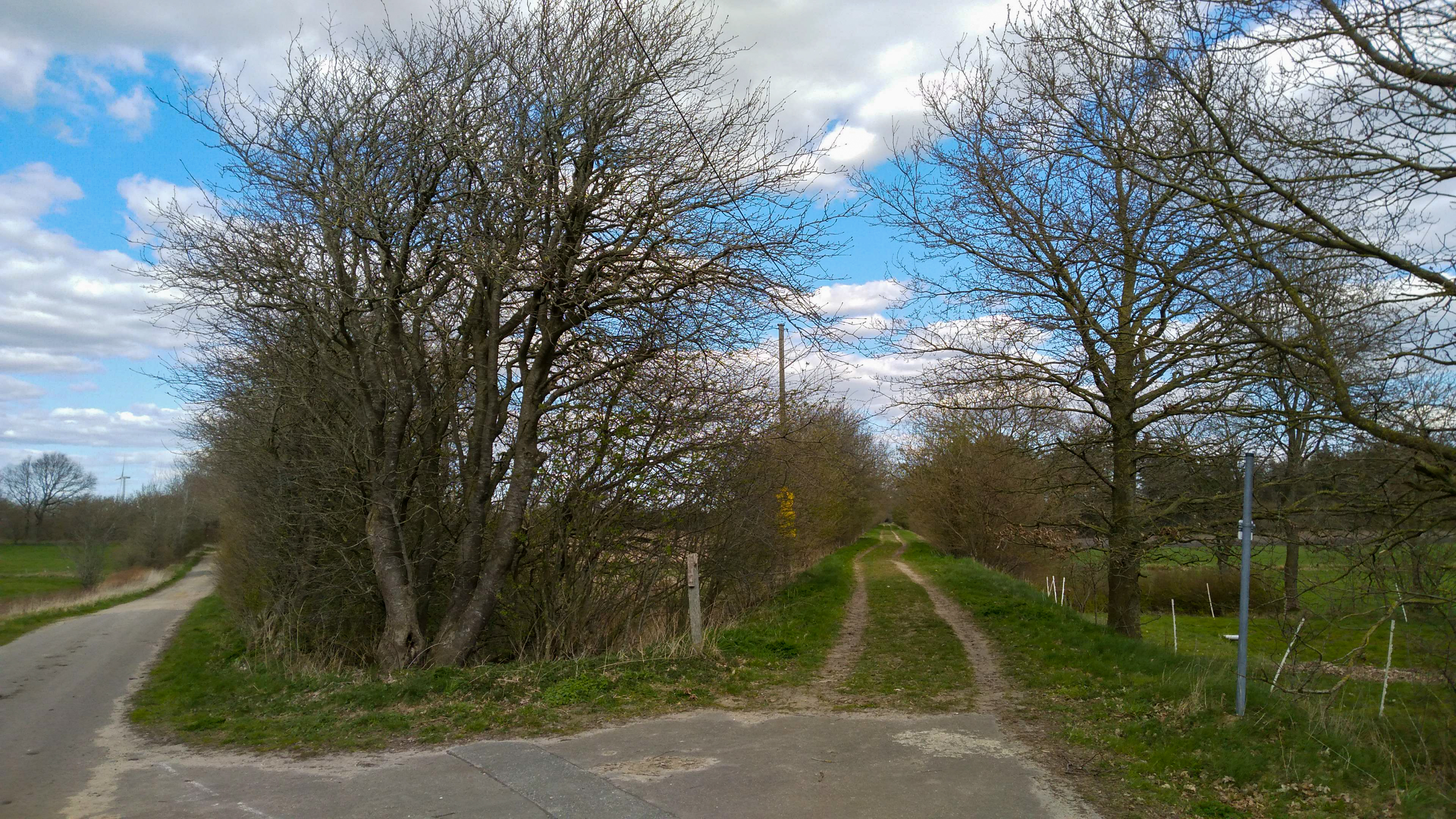
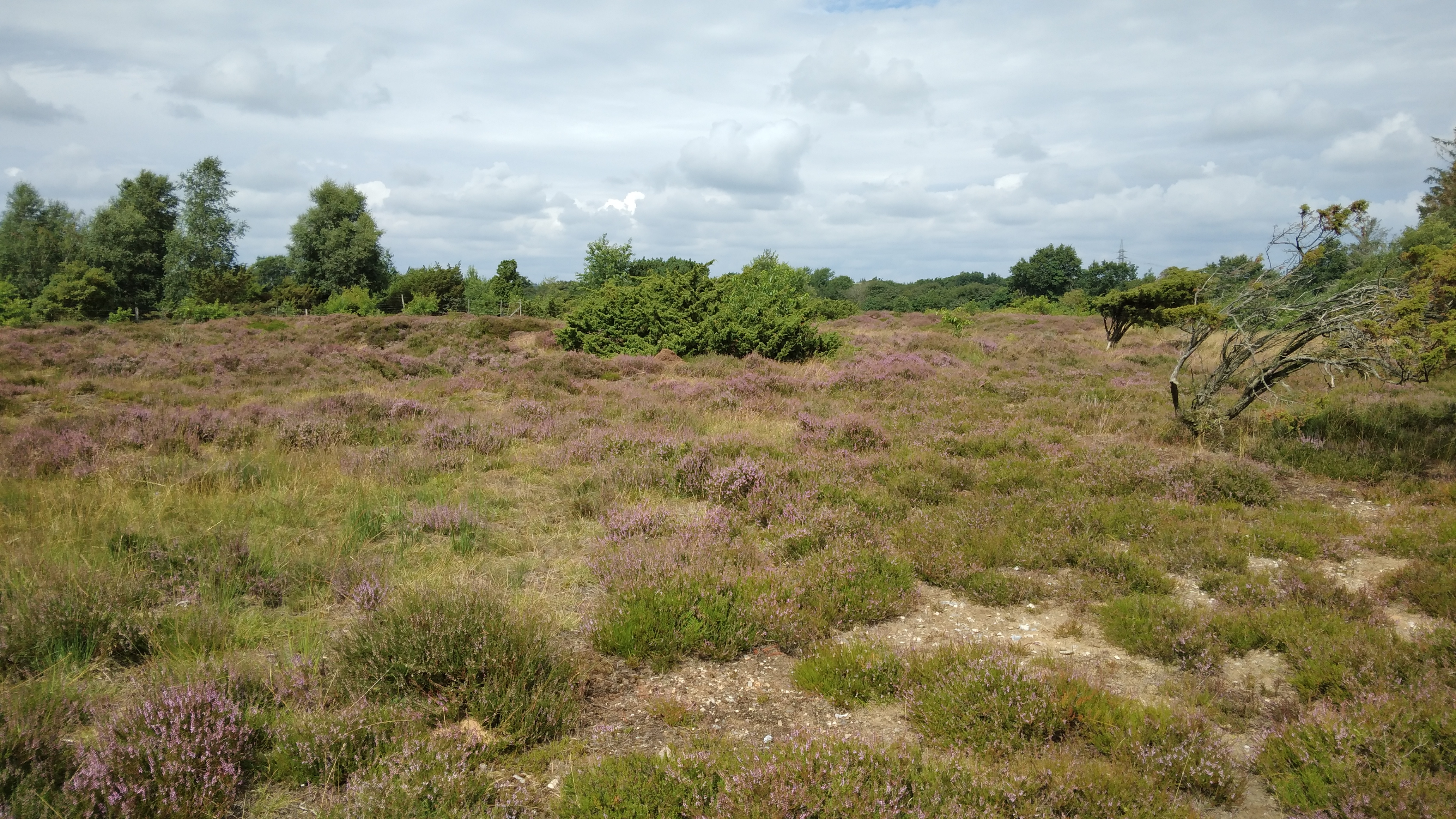
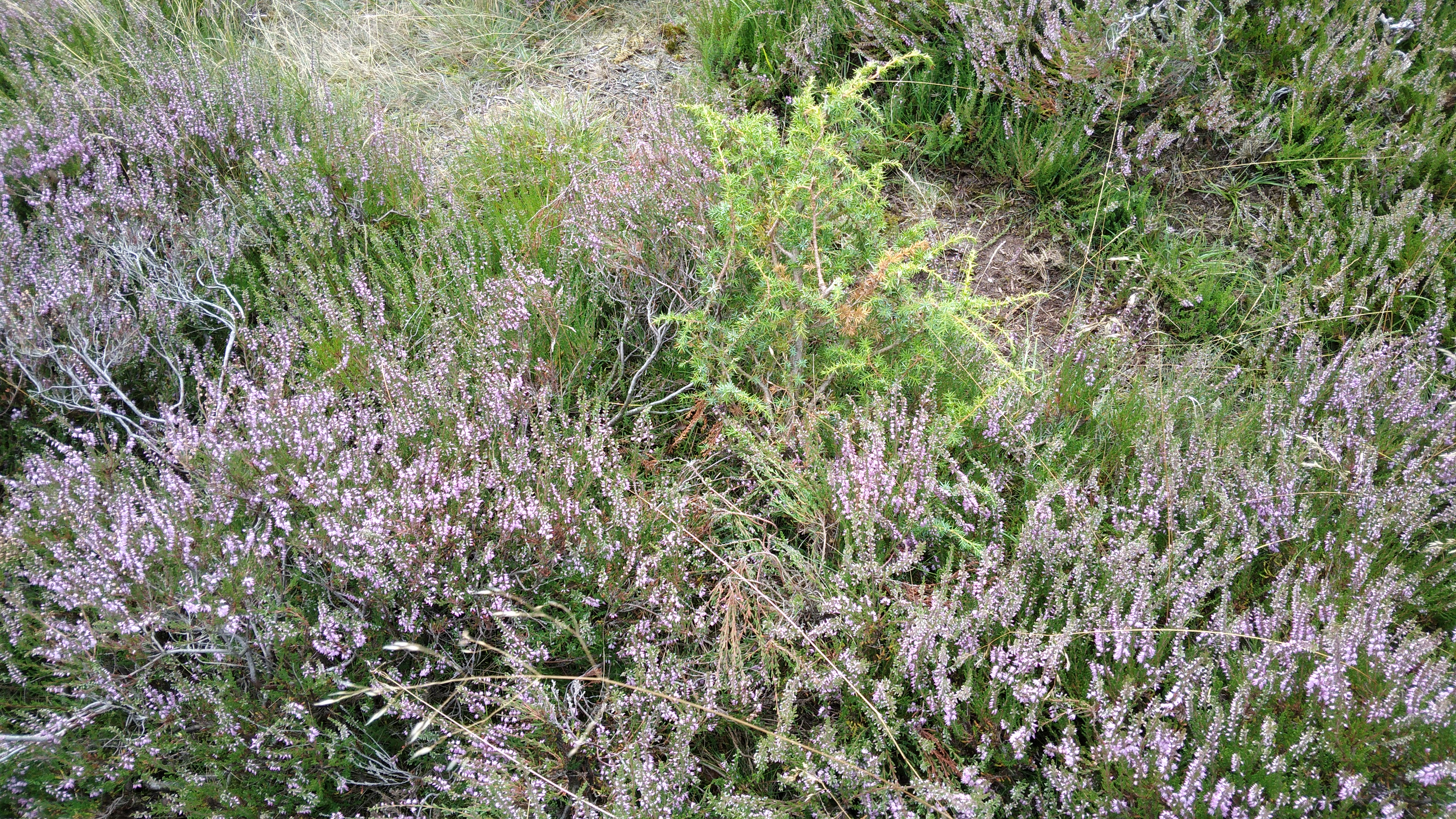
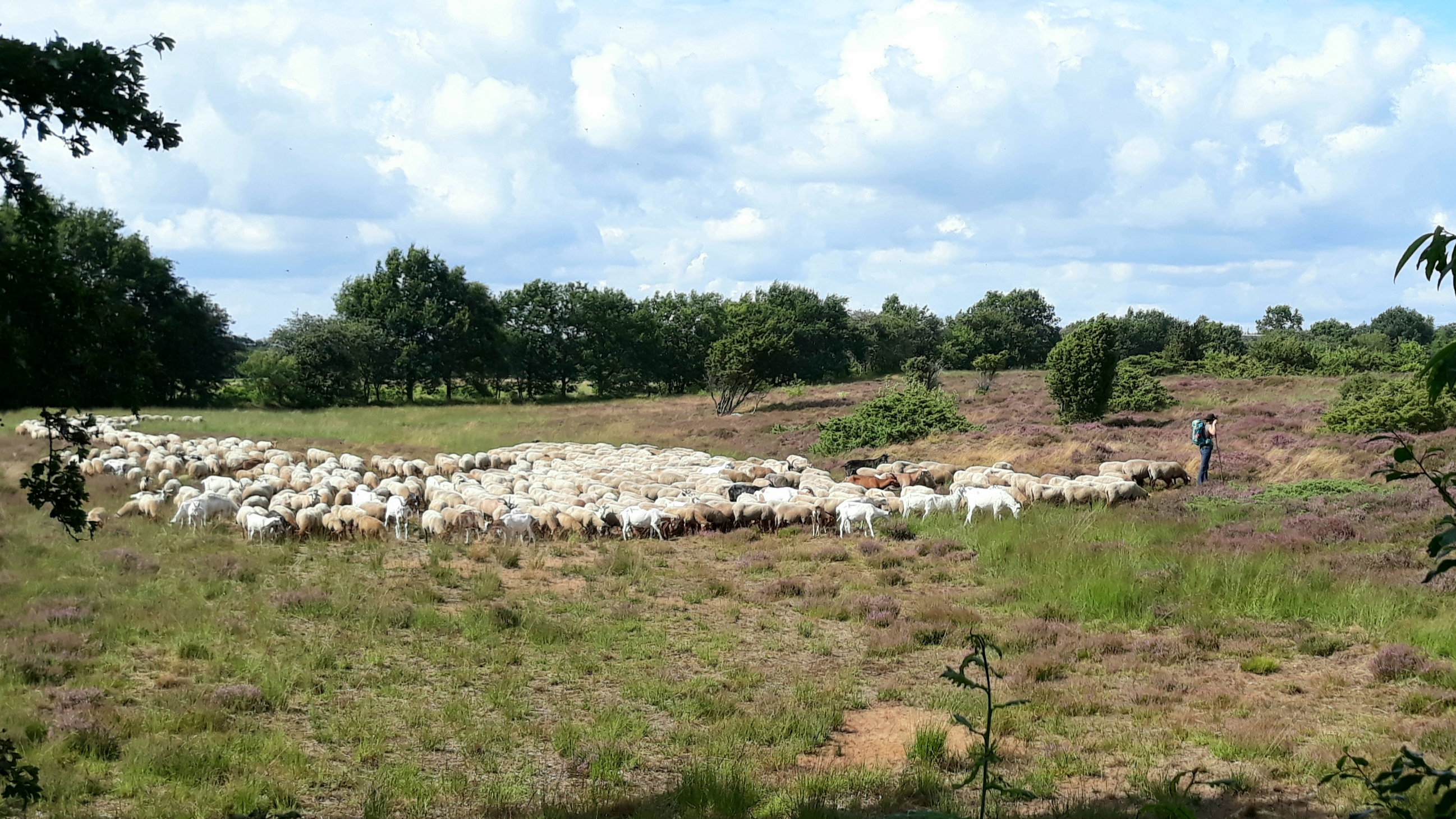